# Rabbijn Maarsenplein

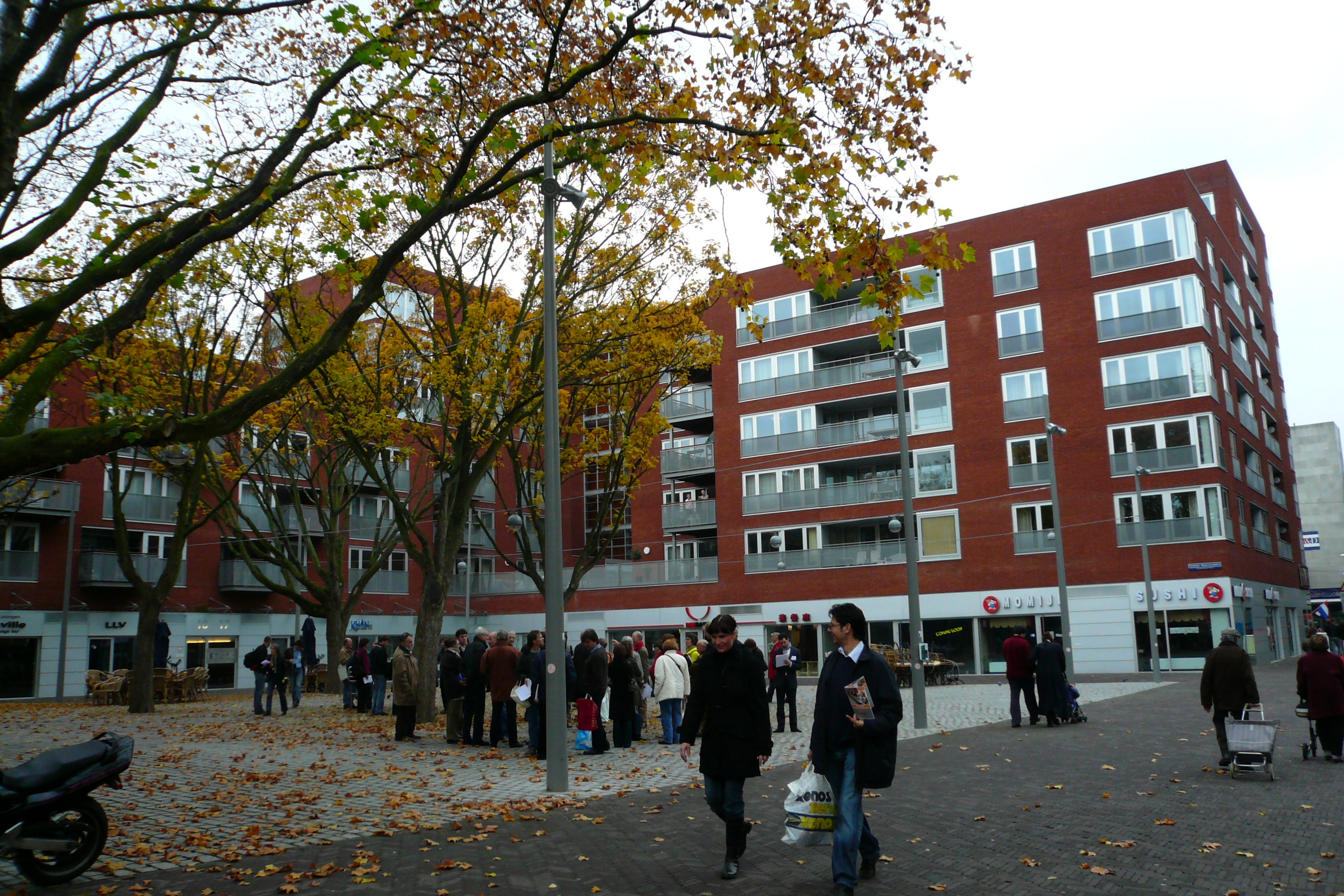
Rabbijn Maarsenplein, 2007

Het Rabbijn Maarsenplein in Den Haag is een voormalig schoolplein dat aan de Bezemstraat en Sint Jacobstraat tegenover de achtertuin van de Nieuwe Kerk ligt. Het plein valt op vanwege de grote platanen die er staan. Dit plein maakt ook deel uit van Chinatown.

## Geschiedenis
Vanaf het eind van de 17e eeuw tot 1943 was hier een arme Joodse buurt, rond de Bezemstraat en de Sint Jacobstraat.
Aan de Bezemstraat stonden verscheidene scholen, waaronder sinds 1928 een lagere school, die ook door veel Joodse kinderen werd bezocht. Tijdens de Duitse bezetting van Nederland (1940-'45) in de Tweede Wereldoorlog traden de bezetters steeds harder op tegen de Joden. Vanaf 1941 moesten Joodse kinderen naar gescheiden scholen, in 1942 was de school aan de Bezemstraat nog de enige joodse school in Den Haag. Hieraan kwam in 1943 een einde toen alle overgebleven Joden verplicht werd naar Amsterdam te gaan.
Vanaf 1942 mochten Joodse kinderen niet meer naar de gewone lagere scholen in Den Haag. De kinderen moesten verplicht naar de school aan het Bezemplein. In 1942 en 1943 zijn vele kinderen die hier op school zaten gedeporteerd.
Na 1945 bleef de Joodse buurt jarenlang grotendeels leeg, de wijk verpauperde. De vervallen huisjes en de scholen werden uiteindelijk gesloopt en vervangen door nieuwbouw-woningen. De open plek aan Bezemstraat en Sint Jacobstraat waar ooit het schoolplein was werd bekend als het Bezemplein.
In 1999 besloot de gemeente Den Haag om dit plein een officiële naam te geven, het werd vernoemd naar rabbijn Isaac Maarsen (1892-1943). Maarsen was de opperrabbijn van Den Haag sinds 1925. Hij en zijn vrouw en twee van hun drie dochters zijn in 1943 vermoord in Sobibór. Hun derde dochter is in Auschwitz vergast.

## De Parnassijn
Aan de Spaanse architect Rafael Moneo werd gevraagd een plan te maken voor een gebouw dat beneden horeca en winkels zou krijgen, en boven appartementen. Het gebouw kreeg de naam Parnassijn en heeft negenenzeventig appartementen. Dit project is genomineerd voor de Nieuwe Stad Prijs.

## Twee Joodse monumenten

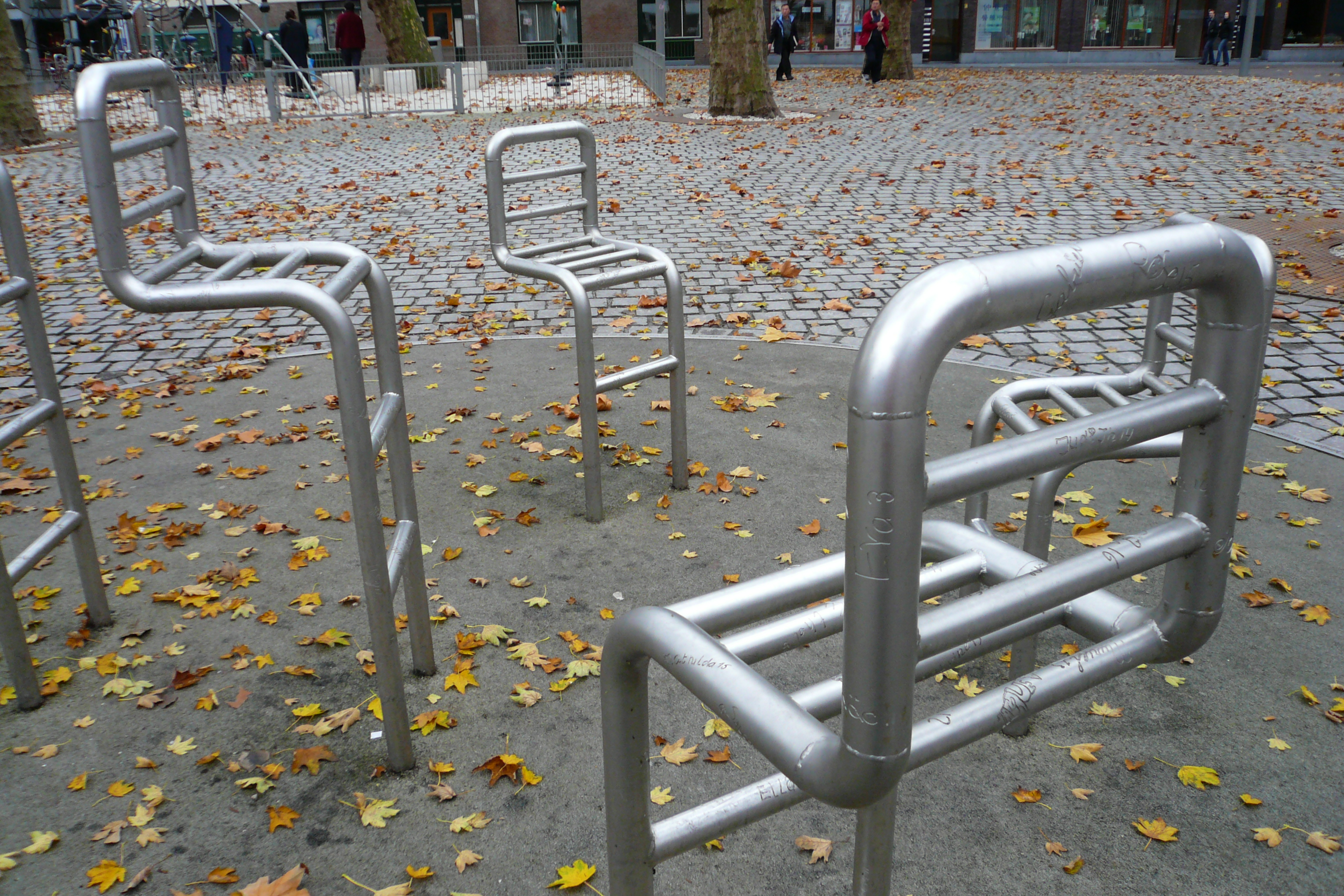
Joods Kindermonument (2006)

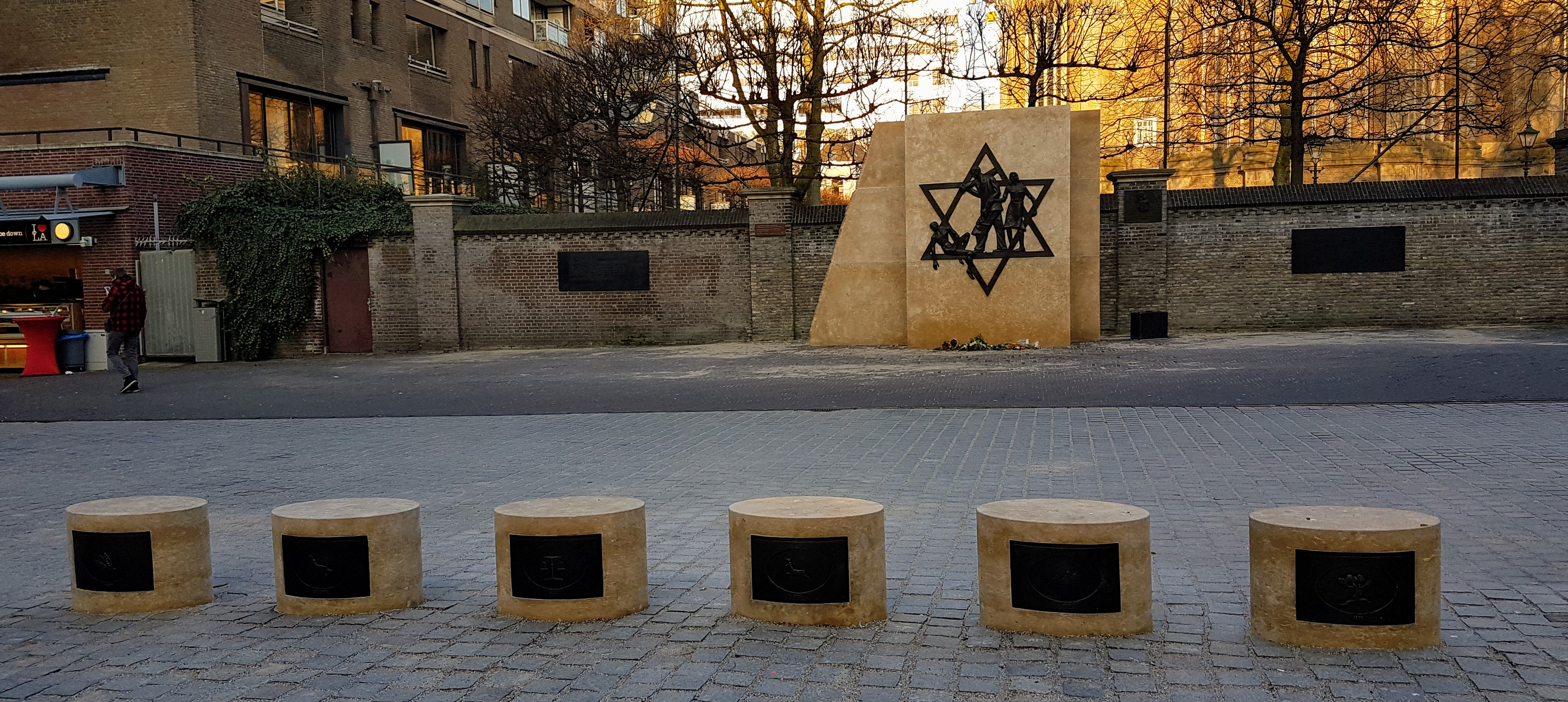
Joods monument (2018)

Op het plein staat sinds 2006 het Joods Kindermonument, ter nagedachtenis aan de Joodse kinderen die hier op school zaten en in de Tweede Wereldoorlog zijn omgekomen. Het monument bestaat uit roestvrijstalen stoelen die als klimrek fungeren, het klimrek symboliseert een trap naar de hemel. Op deze stoelen staan namen gegraveerd van 400 Joodse kinderen uit Den Haag, die de oorlog niet overleefden.
In 2018 werd een Joods monument toegevoegd, waarin de 'Davidster' van Dick Stins uit 1967 is opgenomen.